# Pico Alexander
Pour les articles homonymes, voir Pico (homonymie) et Alexander.
Pico Alexander de son vrai nom Aleksander Łukasz Jogałła, né le 3 juin 1991 à Brooklyn (New York), est un acteur américain de cinéma, de télévision et de théâtre.

## Biographie
Aleksander Łukasz Jogałła est né le 3 juin 1991 à Brooklyn. Son nom, "Pico", est un surnom d'enfance. Ses parents sont des immigrants polonais. Son père est le directeur de la photographie Lukasz Jogalla (en) et son arrière-grand-père est le journaliste Jerzy Turowicz,. 

## Carrière
Il a joué dans des pièces de théâtre comme Our Town, Punk Rock (en) et What I Did Last Summer (en).
Il est apparu dans un certain nombre de séries télévisées telles que The Carrie Diaries, Alpha House, Following, Blue Bloods et Orange Is the New Black. Il a joué le rôle d'Esai Morales, le frère du personnage principal, dans A Most Violent Year, et jouera le rôle de Sonny Cottler dans Indignation, face à Logan Lerman.

## Filmographie

### Acteur

#### Cinéma
- 2009 : Turban : Jonathan
- 2014 : For the Record : Tom
- 2014 : A Most Violent Year : Elias Morales
- 2016 : Indignation : Sonny Cottler
- 2017 : War Machine : Trey
- 2017 : Un cœur à prendre (Home Again) de Hallie Meyers-Shyer : Harry
- 2018 : Hot Air : Grayson
- 2018 : The Portuguese Kid : Freddie Imbrossi
- 2018 : Summer Days, Summer Nights (en) d'Edward Burns : JJ Flynn
- 2021 : Superior : Robert
- 2022 : The Sky Is Everywhere : Toby Shaw
- À venir : The Honeymoon : Adam

#### Courts-métrages
- 2009 : Turban
- 2010 : Get Set GO!
- 2014 : For the Record

#### Télévision

##### Séries télévisées
- 2014 : Alpha House : Reuben
- 2014 : Blue Bloods : Darren Bentley
- 2014 : Following : Joe jeune
- 2014 : The Carrie Diaries : Nick
- 2014 : Unforgettable : Jason
- 2015 : Orange Is the New Black : Ian
- 2019 : Catch 22 : Clevinger (3 épisodes)
- 2021 : Dickinson : Henry 'Ship' Shipley (9 épisodes)
- 2023 : Saint X : Josh (5 épisodes)

##### Téléfilms
- 2015 : Fan Girl : Charlie

#### Jeux vidéo
- 2018 : Red Dead Redemption II : Kieran Duffy

### Scénariste

#### Courts-métrages
- 2010 : Get Set GO!